# Клей (окръг, Кентъки)
Вижте пояснителната страница за други населени места с името Клей.
Окръг Клей (на английски: Clay County) е окръг в щата Кентъки, Съединени американски щати. Площта му е 1220 km², а населението - 24 556 души (2000). Административен център е град Манчестър.